# 2017 au théâtre
| Années du théâtre : 2014 - 2015 - 2016 - 2017 - 2018 - 2019 - 2020    |
| Décennies du théâtre : 1980 - 1990 - 2000 - 2010 - 2020 - 2030 - 2040 |

Cet article présente les faits marquants de l'année 2017 au théâtre.

## Pièces de théâtre représentées

### Saison 2016-2017
- 25 février : Hourya de Leila Toubel.

### Saison 2017-2018
- 7 septembre : Tant qu'il y a de l'amour de Bob Martet, mise en scène Anne Bourgeois, théâtre de la Michodière
- 23 octobre : Cheptel de Michel Schweizer, mise en scène du concepteur, Théâtre des quatre saisons (Gradignan)[1]

## Récompenses

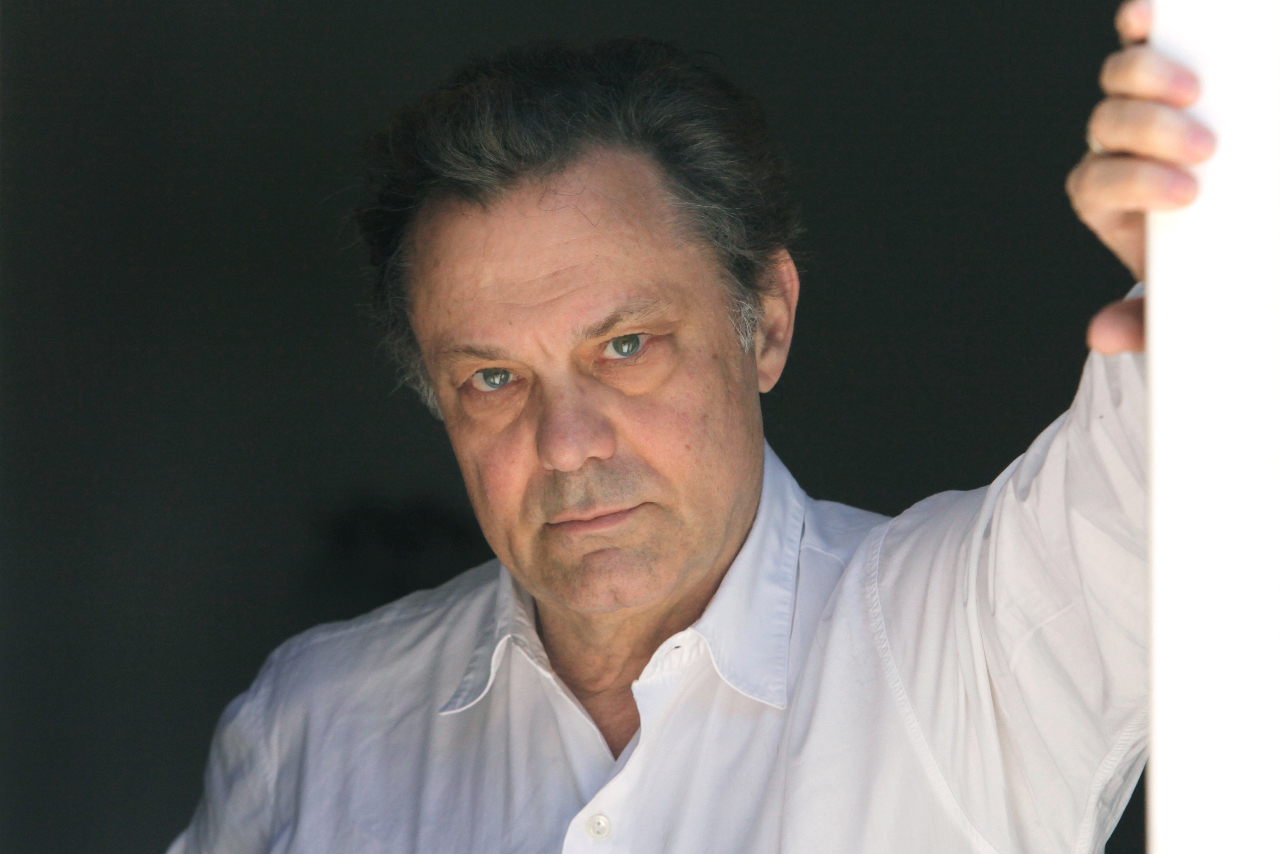
Philippe Caubère.

- 30 janvier : Prix Plaisir du théâtre - Marcel-Nahmias : Philippe Caubère
- 30 janvier : Prix Jean-Jacques-Gautier : Brice Hillairet
- 17 février : Prix du Brigadier
- 9 avril : 41e céremonie des Laurence Olivier Awards
- 29 mai : 29e cérémonie des Molières
- 11 juin : 71e cérémonie des Tony Awards
- 12 juin : Prix SACD
- 19 juin : Prix du Syndicat de la critique
- 22 juin : Grand prix du théâtre de l'Académie française : Philippe Caubère pour l'ensemble de son œuvre dramatique
- 22 juin : Prix du jeune théâtre Béatrix Dussane-André Roussin : Christophe Pellet pour Aphrodisia et l'ensemble de son œuvre
- 9 octobre : Grand prix de littérature dramatique : Koffi Kwahulé pour L'Odeur des arbres. Grand prix de littérature dramatique jeunesse : Dominique Richard pour Les Discours de Rosemarie

## Décès

### Premier trimestre

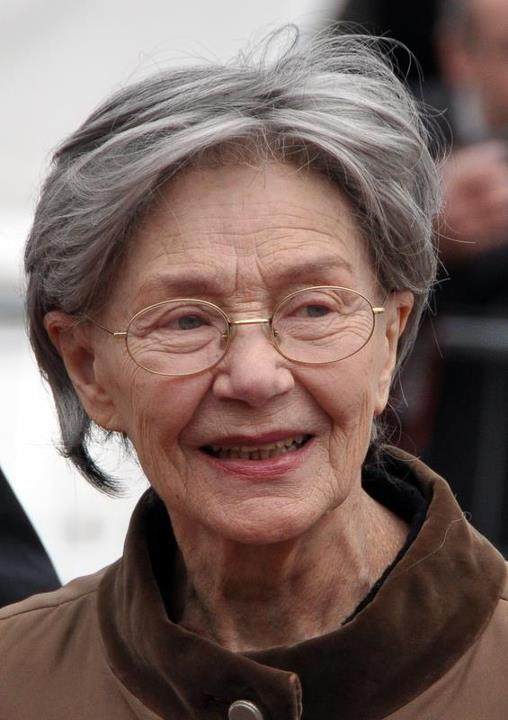
Emmanuelle Riva.

- 3 janvier : Ivo Brešan (°1936), auteur dramatique croate
- 11 janvier : Jean-Claude Amyl, comédien et metteur en scène français
- 13 janvier : Arezki Rabah (°1938), comédien algérien
- 25 janvier : Jacques Penot (°1959), comédien français
- 27 janvier : Éléonore Hirt (°1919), comédienne française
- 27 janvier : Emmanuelle Riva (°1927), comédienne française
- 3 février : Alain Gautré (°1951), clown français
- 5 février : Björn Granath (°1946), comédien suédois
- 6 février : Irwin Corey (°1914), comédien américain
- 6 février : Inge Keller (°1923), comédienne allemande
- 6 février : Alec McCowen (°1925), comédien britannique
- 19 février : Néfertari Bélizaire (°1962), comédienne canadienne
- 19 février : Danuta Szaflarska (°1915), comédienne polonaise
- 21 février : Jean-Pierre Jorris (°1925, comédien français
- 22 février : Alexeï Petrenko (°1938), comédien russe
- 3 mars : Míriam Colón (°1936), comédienne portoricaine
- 17 mars : Derek Walcott (°1930), auteur dramatique saint-lucien
- 22 mars : Lembit Ulfsak (°1947), comédien estonien
- 25 mars : Benoît Girard (°1932), comédien canadien
- 27 mars : David Storey (°1933), auteur dramatique britannique
- 28 mars : Christine Kaufmann (°1945), comédienne allemande
- 28 mars : Janine Sutto (°1921), comédien canadien

### Deuxième trimestre

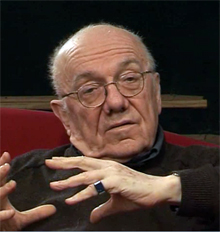
Jean Périmony.

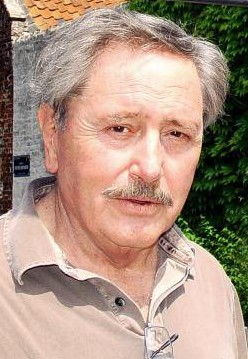
Victor Lanoux.

- 1er avril : Gösta Ekman (°1939), comédien et metteur en scène suédois
- 3 avril : André-Louis Perinetti (°1933), metteur en scène et directeur de théâtre français
- 3 avril : Renate Schroeter (°1939), comédienne allemande
- 4 avril : Raja Ben Ammar, comédienne et directrice de théâtre tunisienne
- 5 avril : Memè Perlini (°1947), metteur en scène italien
- 6 avril : Armand Gatti (°1924), auteur dramatique et metteur en scène français
- 7 avril : Christopher Morahan (°1929), metteur en scène britannique
- 7 avril : Tim Pigott-Smith (°1946), comédien britannique
- 9 avril : Margarita Isabel (°1943), comédienne mexicaine
- 9 avril : Jean Périmony (°1931), comédien, metteur en scène et professeur d'art dramatique français
- 12 avril : Pierre Mégemont (°1933), comédien français
- 20 avril : Paul Hébert (°1924), comédien et directeur de théâtre canadien
- 22 avril : Witold Pyrkosz (°1926), comédien polonais
- 23 avril : Inga Ålenius (°1938), comédienne suédoise
- 2 mai : Moray Watson (°1928), comédien britannique
- 4 mai : Victor Lanoux (°1936), comédien, auteur dramatique et metteur en scène français
- 9 mai : Jean Mailland (°1937), auteur dramatique français
- 18 mai : Reema Lagoo (°1958), comédienne indienne
- 22 mai : Dina Merrill (° 1923), comédienne américaine
- 23 mai : Nicole Leblanc (°1941), comédienne canadienne
- 24 mai : 
  - Toni Bertorelli (°1948), comédienne italienne
  - Alexandre Bourdonski (°1941), metteur en scène soviétique et russe
- 28 mai : Jean-Marc Thibault (°1923), comédien français
- 30 mai : Dominique Nohain (°1925), auteur dramatique, metteur en scène et comédien français
- 1er juin : Tankred Dorst (°1925), auteur dramatique allemand
- 2 juin : Sonja Sutter (°1931), comédienne allemande
- 8 juin : Glenne Headly (°1955), comédienne américaine
- 12 juin : Sam Beazley (°1916), comédien britannique
- 13 juin : A. R. Gurney (°1930), auteur dramatique américain
- 15 juin : Alexeï Batalov (°1928), comédien russe
- 27 juin : Michael Nyqvist (°1960), comédien suédois
- 29 juin : Nadine Basile (°1931), comédienne française

### Troisième trimestre

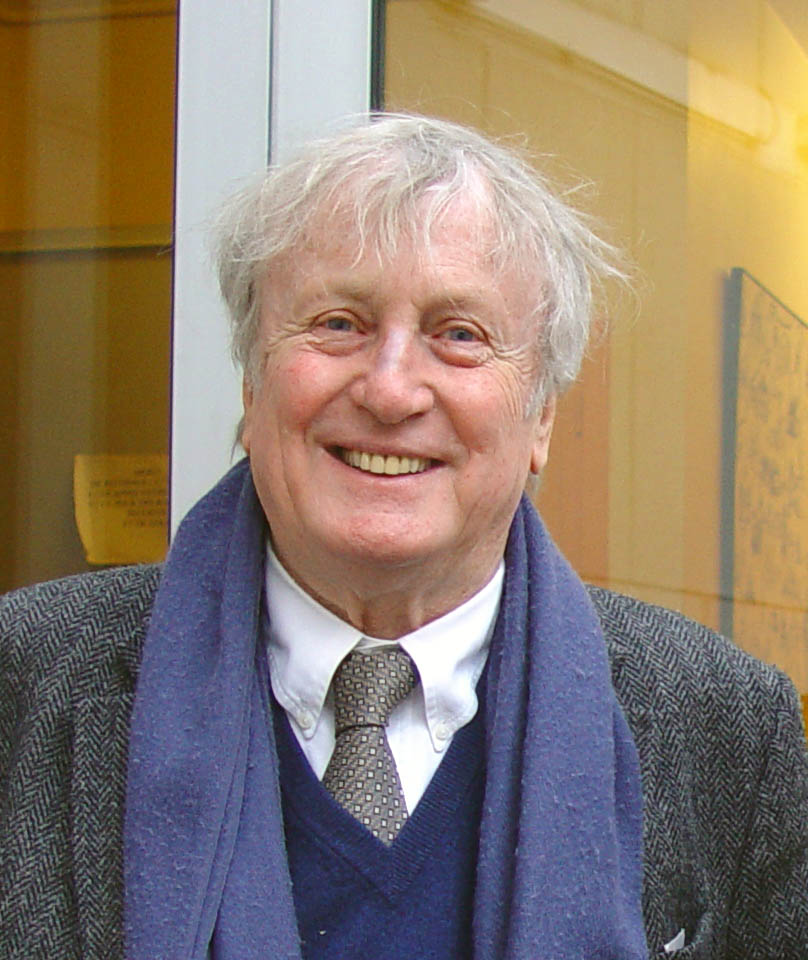
Claude Rich.

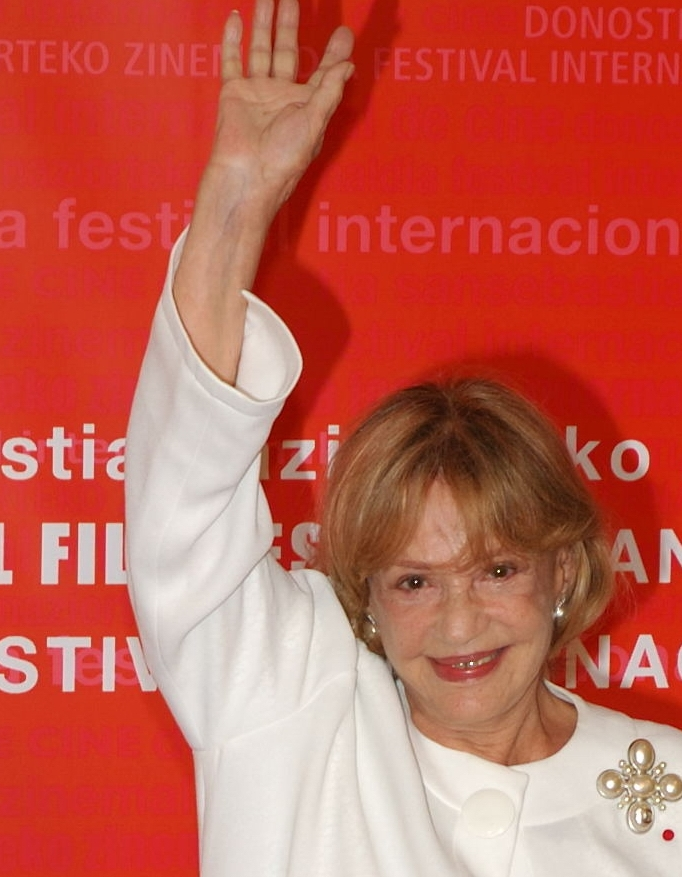
Jeanne Moreau.

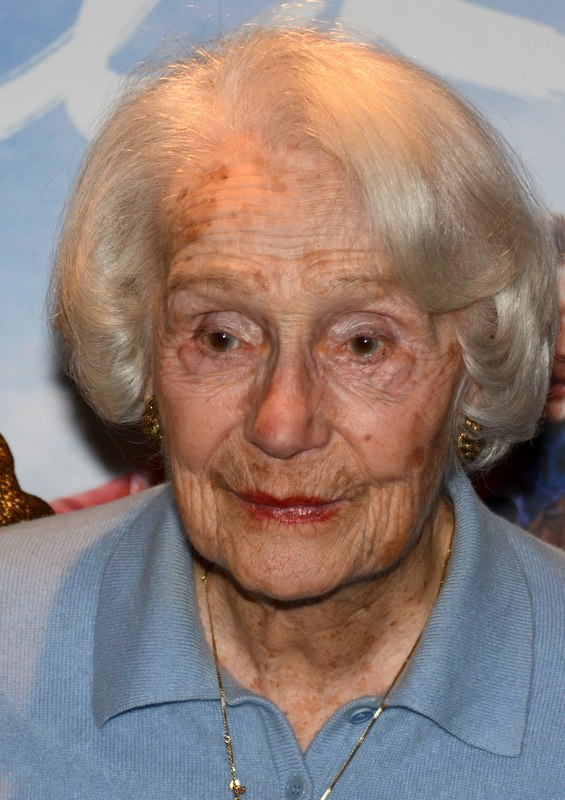
Gisèle Casadesus.

- 3 juillet : Paolo Villaggio (°1932), comédien italien
- 7 juillet : Jean-Pierre Bernard (°1933), comédien français
- 10 juillet : Isabelle Sadoyan (°1928), comédienne française
- 15 juillet : Martin Landau (°1928), comédien américain
- 20 juillet : Claude Rich (°1929), comédien français
- 20 juillet : Jacqueline Cartier (°1922), comédienne et journaliste française
- 21 juillet : John Heard (°1946), comédien américain
- 27 juillet : Sam Shepard (°1943), auteur dramatique, metteur en scène et comédien américain
- 31 juillet : Jean-Claude Bouillon (°1941), comédien français
- 31 juillet : Jeanne Moreau (°1928), comédienne française
- 3 août : Robert Hardy (°1925), comédien britannique
- 4 août : Lee Blakeley (°1971), metteur en scène britannique
- 5 août : Jean-Paul Curnier (°1951), auteur dramatique français
- 8 août : Barbara Cook (°1927), comédienne américaine
- 11 août : Terele Pávez (°1939), comédienne espagnole
- 15 août : Jacqueline Monsigny (°1931), comédienne française
- 17 août : Fadwa Suleiman (°1970), comédienne syrienne
- 19 août : Janusz Głowacki (°1938), comédien polonais
- 21 août : Réjean Ducharme (°1941), auteur dramatique canadien
- 28 août : Mireille Darc (°1938), comédienne française
- 29 août : Adel Hakim (°1953), auteur dramatique, metteur en scène, comédien et directeur de théâtre français
- 1er septembre : Shelley Berman (°1925), comédien américain
- 2 septembre : Joaquim Guerreiro (°1966), comédien portugais
- 4 septembre : Gastone Moschin (°1929), comédien italien
- 10 septembre : Luigi Maria Burruano (°1948), comédien italien
- 11 septembre : Peter Hall (°1930), metteur en scène et directeur de théâtre britannique
- 13 septembre : Paloma Matta (°1945), comédienne française
- 19 septembre : Sigurður Pálsson (°1948), auteur dramatique islandais
- 23 septembre : Jo Dekmine (°1931), directeur de théâtre belge
- 24 septembre : Gisèle Casadesus (°1914), comédienne française
- 25 septembre : Jan Tříska (°1936), comédien tchèque
- 26 septembre : Květa Fialová (°1929), comédienne tchèque
- 28 septembre : Andreas Schmidt (°1963), metteur en scène allemand
- 28 septembre : Benjamin Whitrow (°1937), comédien britannique
- 29 septembre : Tom Alter (°1950), comédien indien
- 29 septembre : Wiesław Michnikowski (°1922), comédien polonais

### Quatrième trimestre

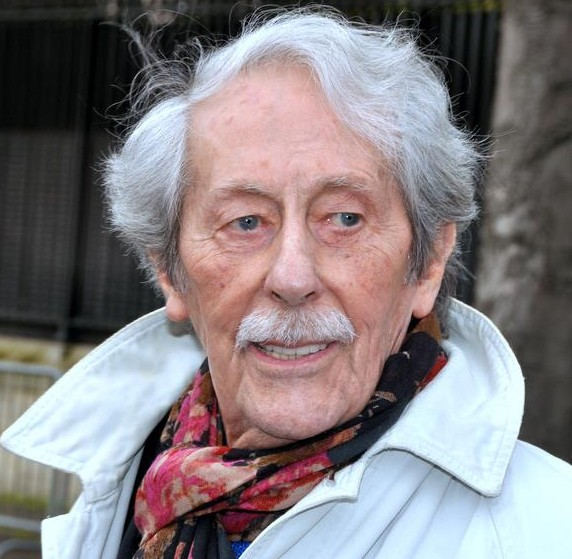
Jean Rochefort.

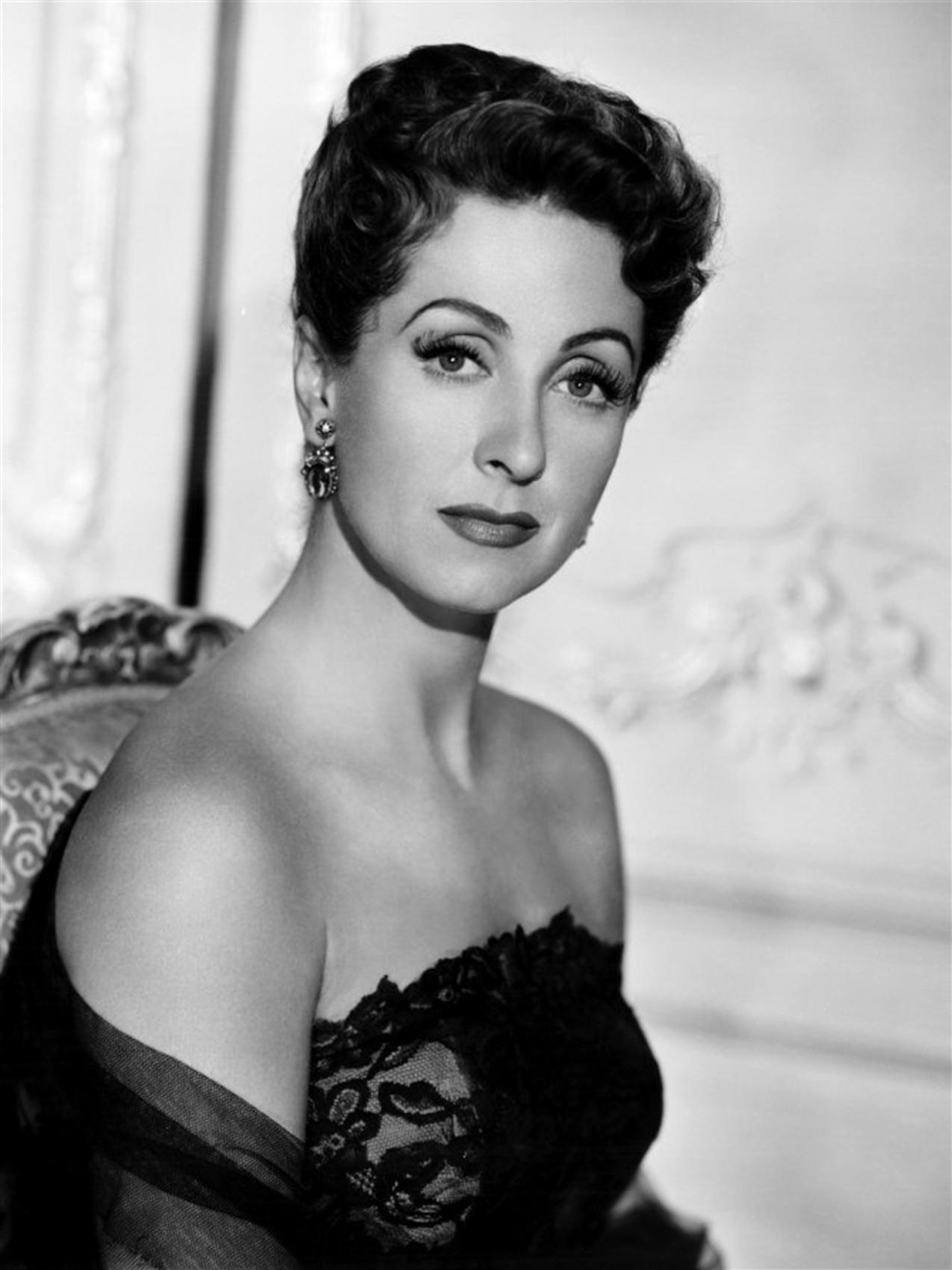
Danielle Darrieux.

- 5 octobre : Giorgio Pressburger (°1937), auteur dramatique et metteur en scène italien
- 5 octobre : Anne Wiazemsky (°1947), comédienne française
- 9 octobre : Jean Rochefort (°1930), comédien et metteur en scène français
- 15 octobre : Alain Meilland (°1948), comédien et metteur en scène français
- 16 octobre : Roy Dotrice (°1923), comédien britannique
- 17 octobre : Danielle Darrieux (°1917), comédienne française
- 21 octobre : Rosemary Leach (°1935), comédienne britannique
- 24 octobre : Robert Guillaume (°1927], comédien américain
- 31 octobre : Alain Mottet (°1928), comédien français
- 6 novembre : Karin Dor (°1938), comédienne allemande
- 8 novembre : Janusz Kłosiński (°1920), comédien et directeur de théâtre polonais
- 9 novembre : Patrick Béthune (°1956), comédien français
- 9 novembre : John Hillerman (°1932), comédien américain
- 10 novembre : Ray Lovelock (°1950), comédien italien
- 13 novembre : Alina Janowska (°1923), comédienne polonaise
- 16 novembre : Robert Hirsch, (°1925), comédien français
- 17 novembre : Earle Hyman (°1926), comédien américain
- 17 novembre : Rikard Wolff (°1958), comédien suédois
- 29 novembre : Véronique Nordey (°1939), comédienne et professeure d'art dramatique française
- 9 décembre : Leonid Bronevoï (°1928), comédien russe
- 9 décembre : Marianne Épin (°1952), comédienne et metteure en scène française
- 23 décembre : Pierre Debauche (°1930), comédien et metteur en scène franco-belge
- 27 décembre : Serge Bourrier (°1932), comédien français
- 28 décembre : Rose Marie (°1923), comédienne américaine
- 29 décembre : Pedro Osinaga (es) (°1936), comédien espagnol